# Drepanosticta siebersi
Drepanosticta siebersi – gatunek ważki z rodziny Platystictidae. Endemit indonezyjskiej wyspy Jawa. Stwierdzony wyłącznie w górach Tengger położonych we wschodniej części wyspy.